# هولگا
هولگا (به انگلیسی: Holga) نوعی دوربین عکاسی قطع متوسط از نوع جعبه‌ای با فیلم ۱۲۰ است که در هنگ کنگ تولید می‌شد.